# بخش میداوود
بخش میداوود، یکی از بخش‌های شهرستان باغ‌ملک در استان خوزستان ایران است. مرکز این بخش، شهر میداوود است.

## تقسیمات کشوری
- بخش میداوود
  - دهستان سرله
  - دهستان میداوود

شهر: میداوود

## جمعیت
بر پایه سرشماری عمومی نفوس و مسکن در سال ۱۳۹۵، جمعیت بخش میداوود برابر با ۱۵٬۳۰۲ نفر بوده‌است.